# Attalea
Attalea ist eine Pflanzengattung innerhalb der Familie der Palmengewächse (Arecaceae). Die etwa 34 Arten sind in der Neotropis verbreitet. Die Arten werden vielfältig genutzt, unter anderem zur Ölgewinnung (Babassuöl).

## Beschreibung

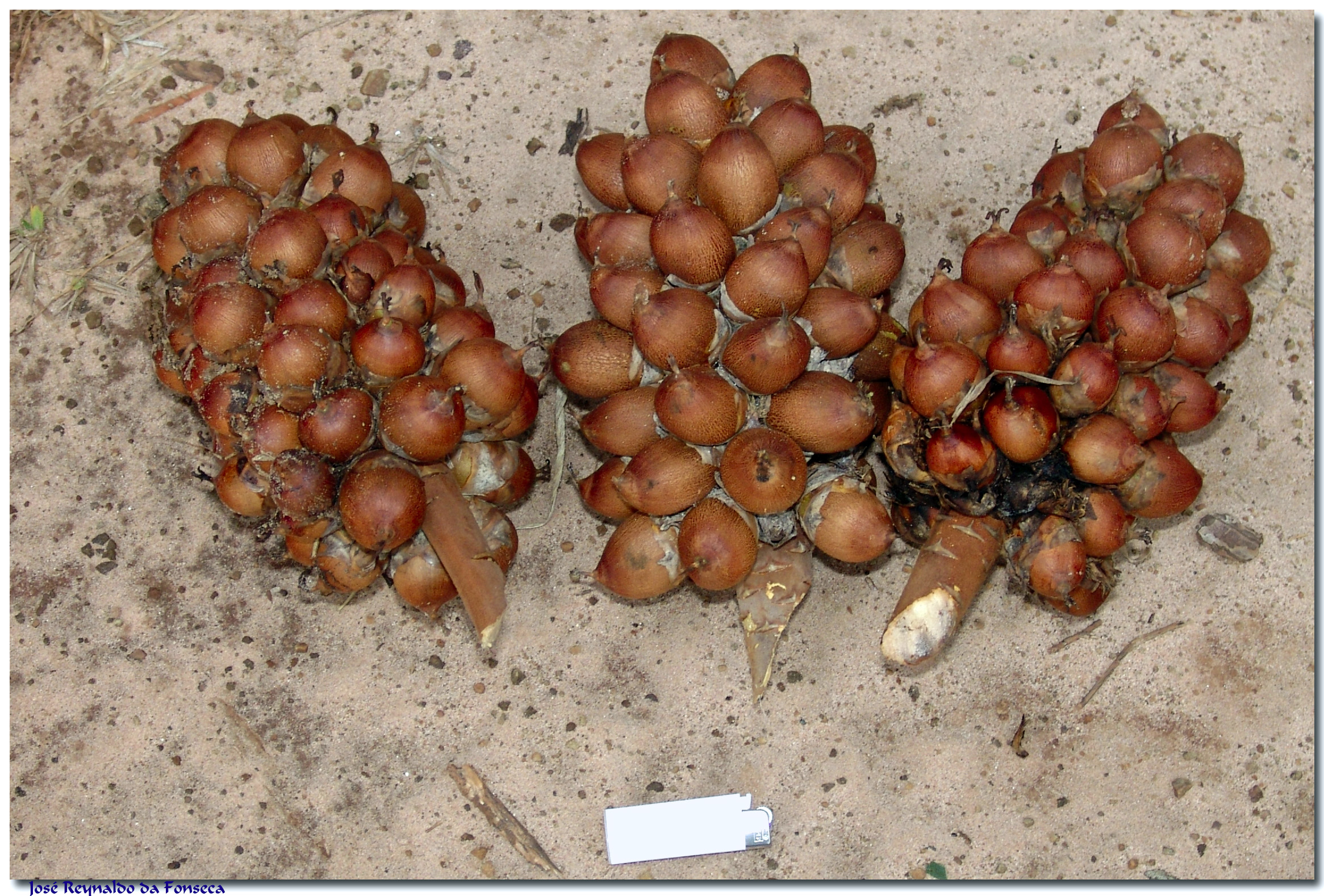
Fruchtstände von Attalea dubia

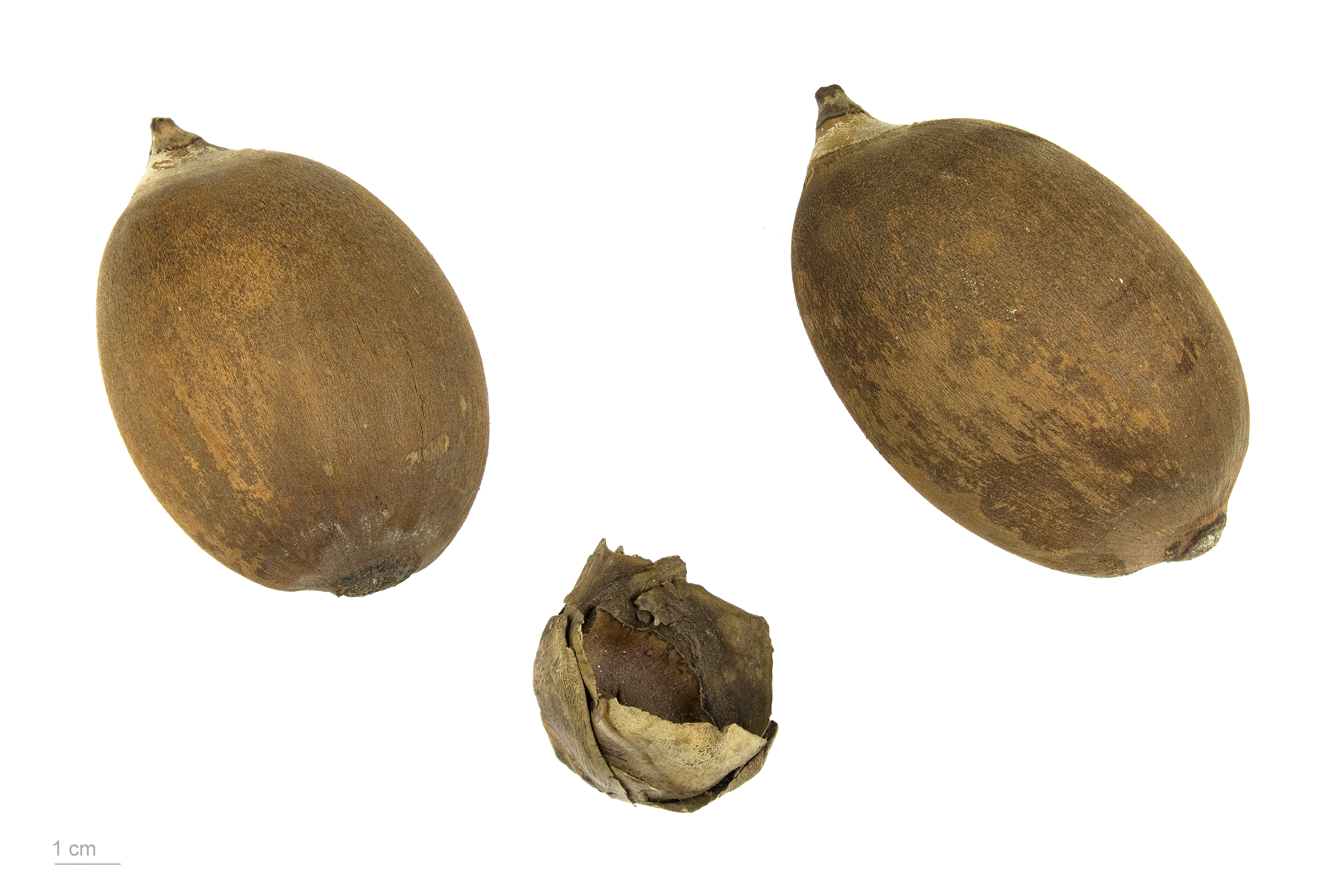
Frucht einer nicht bestimmten Attalea-Art

### Erscheinungsbild
Attalea-Arten sind kleine bis große, einzelstämmige Palmen, deren Stamm unterirdisch verbleibt oder aufrecht ist. Sie sind unbewehrt. Der Stamm ist meist glatt, die Blattnarben verlaufen schief.

### Blätter
Die Blätter sind groß, gefiedert und vertrocknen an der Palme. Die Blattscheide ist dick, fein oder grob gefasert. Der Blattstiel fehlt oder ist kurz bis lang. An der Oberseite (adaxial) ist er gefurcht, an der Unterseite (abaxial) gerundet. Die Rhachis ist im unteren Bereich adaxial gefurcht, weiter oben kantig, abaxial ist sie gerundet oder abgeflacht. Stiel und Rhachis sind je nach Art unterschiedlich stark behaart. Die zahlreichen Fiederblättchen sind lineal-lanzettlich, einfach gefaltet. Sie stehen in regelmäßigen Abständen oder in Gruppen zu zwei bis fünf. An der Spitze sind sie unregelmäßig gelappt. Die Mittelrippe ist deutlich, die übrigen längsverlaufenden Adern eher unauffällig. Die zahlreichen quer verlaufenden Adern sind auffällig.

### Blütenstände

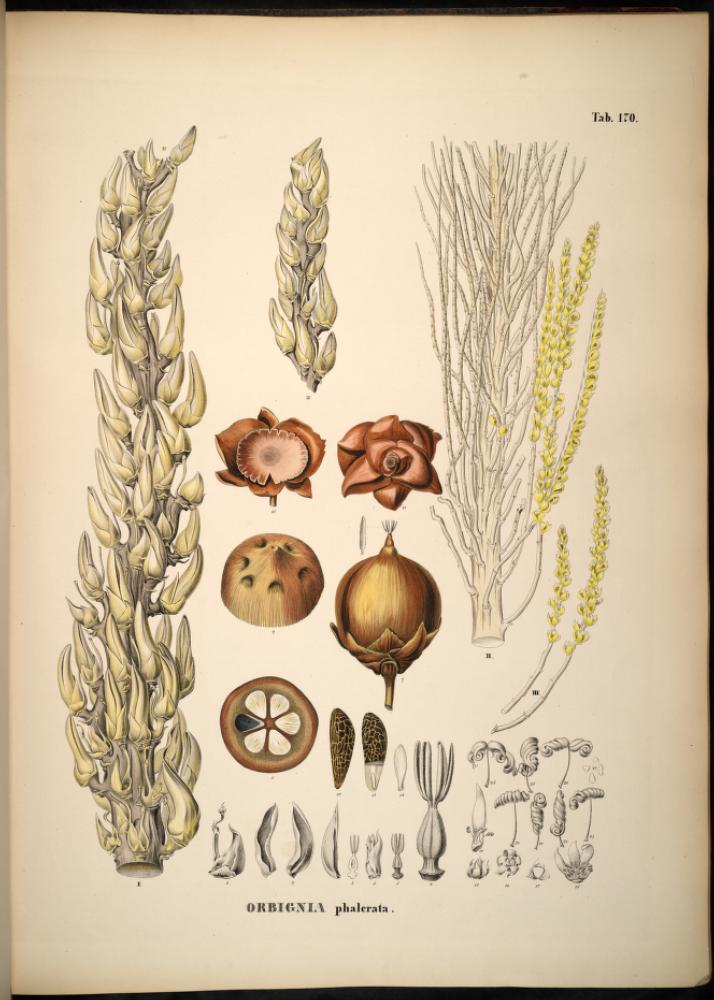
Blütenstand und Blüten von Attalea phalerata, Illustration

Es wird jeweils nur ein Blütenstand gebildet, dieser steht zwischen den Blättern eher aufrecht oder wird mit der Zeit hängend. Der Blütenstand ist entweder rein männlich, rein weiblich oder mit Blüten beider Geschlechter besetzt. Der Blütenstand ist einfach verzweigt, oder die Zweige sind kurz und die Blüten sind scheinbar an der Hauptachse sitzend. Der Blütenstandsstiel ist kurz bis lang. Das Vorblatt bleibt in der Blattscheide des Tragblatts verborgen. Das Hochblatt am Blütenstandsstiel („Spatha“) umhüllt den Blütenstand im Knospenstadium völlig und hat einen kurzen bis langen, festen Schnabel. Es reißt abaxial auf, wird größer, dick und holzig. Abaxial ist es tief gefurcht und dicht behaart, adaxial kahl. Es bleibt lange erhalten. Die übrigen Hochblätter sind klein, dreieckig und lederig. An der Blütenstandsachse stehen spiralig oder einseitswendig die Seitenachsen, jede von einem kleinen Tragblatt getragen.

### Blüten
Attalea-Arten sind einhäusig getrenntgeschlechtig (monözisch). Die eingeschlechtigen Blüten sind dreizählig.
Die männlichen Blüten sind asymmetrisch. Ihre drei Kelchblätter sind nicht verwachsen, dreieckig und sehr klein. Die drei Kronblätter sind nicht verwachsen und wesentlich länger als die Kelchblätter. Die Kronblätter sind entweder oval-dreieckig, zugespitzt und valvat oder mit rundem Querschnitt und kaum valvat oder basal mit rundem Querschnitt und im oberen Bereich einen verbreiterten, dreieckigen Flügel bildend. Es sind drei bis 75 Staubblätter vorhanden, die meist wesentlich kürzer als die Krone sind, selten länger. Die Staubfäden sind schlank und kurz bis lang. Die Staubbeutel sind eher gerade, können aber auch verdreht oder eingedreht sein. Sie sind dorsifix, seltener medifix, die Staubbeutel sind intrors oder latrors angeordnet. Die Pollenkörner sind ellipsoidisch und meist leicht bis deutlich asymmetrisch, manchmal sind sie auch birnenförmig oder trichotomosulcat. Die Keimöffnung des Pollen ist ein distaler Sulcus oder ein Trichotomosulcus. Die längste Achse misst 32 bis 85 Mikrometer.
De weiblichen Blüten sind wesentlich größer als die männlichen und meist eiförmig. Ihre drei Kelchblätter sind nicht verwachsen, eher dreieckig, breit imbricat und lederig. Die drei Kronblätter sind nicht verwachsen, rundlich oder dreieckig, kahl oder behaart. Es gibt einen großen, ledrigen, behaarten Staminodien-Ring. Der Stempel besteht aus drei bis mehreren verwachsenen Fruchtblättern. Er ist eiförmig bis verkehrt birnenförmig, der Griffel verschmälert sich allmählich, die Zahl der Narbenlappen entspricht der Zahl der Fruchtblätter. Sie sind zur Blütezeit zurückgebogen. Pro Fruchtblatt gibt es eine basal sitzende Samenanlage.

### Früchte
Die Früchte sind eiförmig, manchmal asymmetrisch und enthalten einen bis mehrere Samen. Sie haben einen kurzen bis mittelgroßen Schnabel, die Narbenreste sitzen an der Spitze der Frucht. Blütenhülle und Staminodienring bleiben ebenfalls erhalten und sind vergrößert. Das Exokarp ist fein gefurcht und trägt Schuppen. Das Mesokarp ist meist fleischig und faserig. Das Endokarp ist sehr dick und steinig. Der Samen ist ellipsoidisch oder seitlich abgeflacht. Er ist basal mit fein verzweigten Raphen angeheftet. Das Endosperm ist homogen und fest. Der Embryo sitzt basal.

### Chromosomensätze
Die Chromosomenzahl beträgt 2n = 32.

## Standorte
Die Attalea-Arten besiedeln ein breites Spektrum von Habitaten vom tropischen Regenwald bis zum trockenen „campo rupestre“ und Cerrado.

## Systematik, botanische Geschichte und Verbreitung
Die Gattung Attalea wurde 1816 durch Karl Sigismund Kunth in Nova genera et species Plantarum, Band 1, Seite 309 aufgestellt.
Die Gattung Attalea ist nach Attalos III. Philometor, König von Pergamon benannt, der sich für Medizinalpflanzen interessierte.

### Äußere Systematik
Die Gattung Attalea gehört zur Subtribus Attaleinae aus der Tribus Cocoseae in der Unterfamilie Arecoideae innerhalb der Familie Arecaceae. Nah verwandte Gattungen innerhalb dieser Subtribus sind Lytocaryum und Syagrus. Die Gattung ist monophyletisch.

### Botanische Geschichte
Zur Taxonomie von Attalea gibt es unterschiedliche Ansichten, sowohl zur Zahl der Gattungen wie der Zahl der darin enthaltenen Arten. Glassman teilte die Arten in die vier Gattungen Attalea, Scheelea, Orbignya und Maximiliana. Diese vier Gattungen wurden auch 1987 in der ersten Auflage der Genera Palmarum anerkannt. Bessere Kenntnis und neues Untersuchungsmaterial zeigten jedoch, dass die Merkmale der männlichen Blüten zur Trennung in vier Gattungen nicht zuverlässig sind. Henderson und Kollegen haben 1995 alle Arten in die Gattung Attalea überführt. Dieser Sichtweise schlossen sich die Herausgeber der zweiten Auflage von Genera Palmarum 2008 an. Die Zahl der anerkannten Arten schwankt zwischen 29 bei Glassman 1999 und 66 Arten bei Henderson 1995.

### Arten und Verbreitung
Die Gattung Attalea kommt von Mexiko nach Süden bis Bolivien, Peru und Brasilien vor.
Es gibt etwa 34 Arten und Naturhybriden:
- Attalea allenii H.E.Moore[1]
- Attalea amygdalina Kunth[1]
- Attalea attaleoides (Barb.Rodr.) Wess.Boer[1]
- Attalea barreirensis Glassman[1]
- Attalea butyracea (Mutis ex L. f.) Wess.Boer[1]
- Attalea ×camopiensis (Glassman) Zona[1]
- Attalea cephalotus Poepp. ex Mart.[1]
- Attalea cohune Mart.[1]
- Attalea colenda (O.F.Cook) Balslev & A.J.Hend.[1]
- Attalea compta Mart.[1]
- Attalea crassispatha (Mart.) Burret[1]
- Attalea cuatrecasasiana (Dugand) A.J.Hend., Galeano & R.Bernal[1]
- Attalea dahlgreniana (Bondar) Wess.Boer[1]
- Attalea degranvillei (Glassman) Zona[1]
- Attalea dubia (Mart.) Burret[1]
- Attalea eichleri (Drude) A.J.Hend.[1]
- Attalea exigua Drude[1]
- Attalea funifera Mart.[1]
- Attalea guianensis (Glassman) Zona[1]
- Attalea humilis Mart. ex Spreng.[1]
- Attalea iguadummat de Nevers[1]
- Attalea insignis (Mart.) Drude[1]
- Attalea luetzelburgii (Burret) Wess.Boer[1]
- Attalea maripa (Aubl.) Mart.[1]
- Attalea ×minarum (Balick, A.B.Anderson & Med.-Costa) Zona[1]
- Attalea nucifera H.Karst.[1]
- Attalea oleifera Barb.Rodr.[1]
- Attalea phalerata Mart. ex Spreng.[1]
- Attalea ×piassabossu Bondar[1]
- Attalea pindobassu Bondar[1]
- Attalea plowmanii (Glassman) Zona[1]
- Attalea racemosa Spruce[1]
- Attalea sagotii (Trail ex Thurn) Wess.Boer[1]
- AttaleaAttalea ×salvadorensis Glassman[1]
- Attalea septuagenata Dugand[1]
- Babassupalme (Attalea speciosa Mart.)[1]
- Attalea spectabilis Mart.[1]
- Attalea ×teixeirana (Bondar) Zona[1]
- Attalea tessmannii Burret[1]
- Attalea ×voeksii Noblick ex Glassman[1]

## Fossilgeschichte
Ein fossiles Palmen-Endokarp aus dem Oberen Eozän von Florida wurde als Attalea gunteri beschrieben. Das Fossil einer Frucht aus dem Oligozän von Ungarn wurde als Attaleinites beschrieben. Attalea-ähnlicher Pollen wurde aus dem Oberen Miozän von Mexiko bekannt.

## Belege
- John Dransfield, Natalie W. Uhl, Conny B. Asmussen, William J. Baker, Madeline M. Harley, Carl E. Lewis: Genera Palmarum. The Evolution and Classification of Palms. Zweite Auflage, Royal Botanic Gardens, Kew 2008, ISBN 978-1-84246-182-2, S. 410–413.